# 24 Heures du Mans 1937
Navigation
Édition précédente Édition suivante
Les 24 Heures du Mans 1937 sont la 14e édition de l'épreuve et se déroulent les 19 et 20 juin 1937 sur le circuit de la Sarthe.
L'édition marque le retour de l'épreuve après l'annulation de l'édition 1936 due principalement aux grèves dans l'industrie automobile.
L'épreuve sera marquée par le décès de deux pilotes lors d'un carambolage impliquant six voitures à la fin du huitième tour, juste avant la ligne des stands. Le pilote français René Kippeurt (dit « Rekip ») sera tué sur le coup et le Britannique Pat Fairfield décédera deux jours plus tard des suites de ses blessures.

## Nombre de pilotes qualifiés pour la course

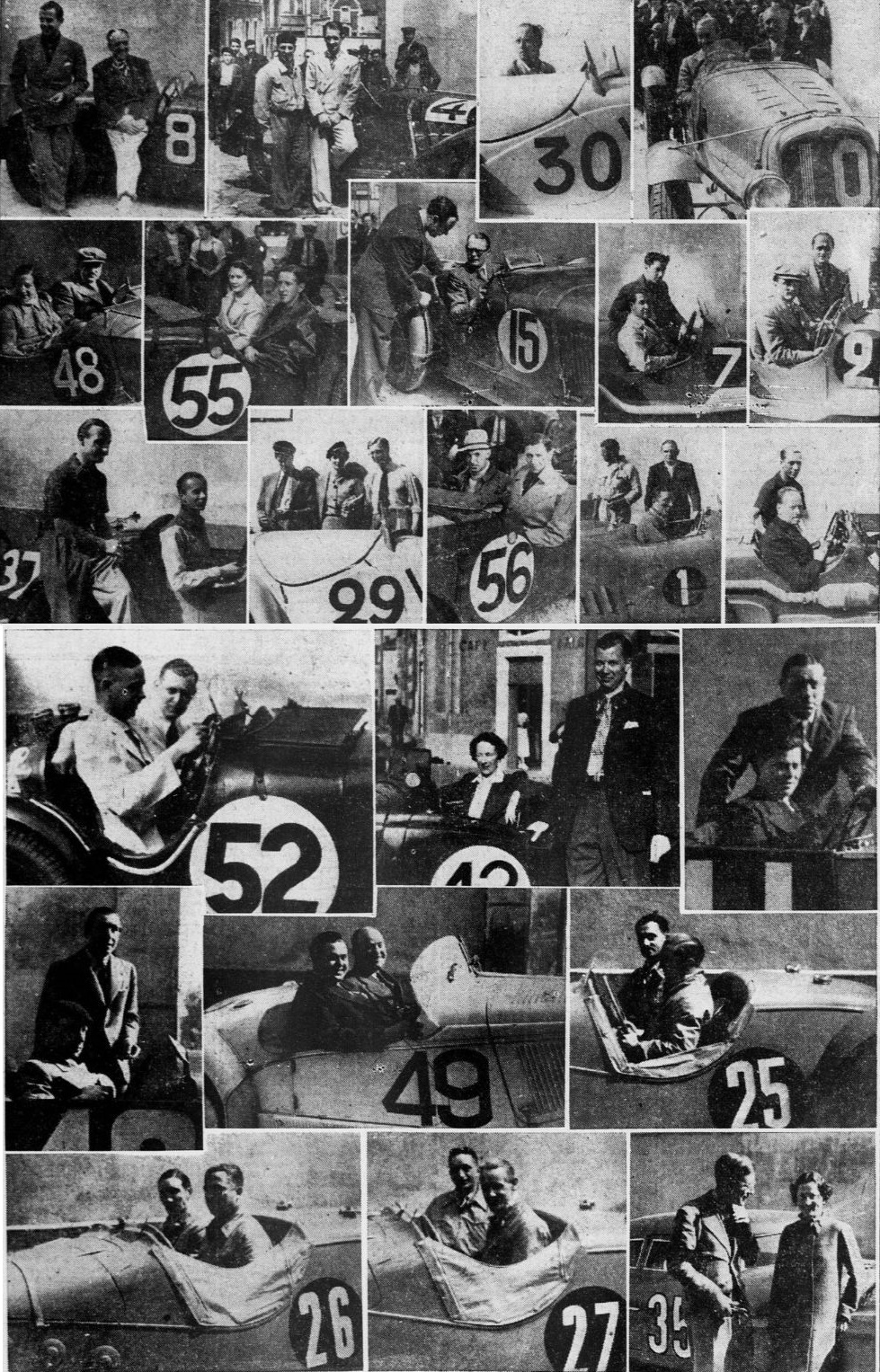
Concurrents de l'édition 1937.

96 pilotes s'alignent sur la grille de départ lors de cette édition 1937. Parmi eux, sept femmes sont présentes dont un équipage.
| 53 Français    | 26 Britanniques | 7 Allemands | 2 Italiens | 1 Américain  |
| 1 Australienne | 1 Canadienne    | 1 Espagnol  | 1 Grec     | 1 Monégasque |
| 1 Néerlandais  | 1 Suisse        |             |            |              |

## Classement final de la course

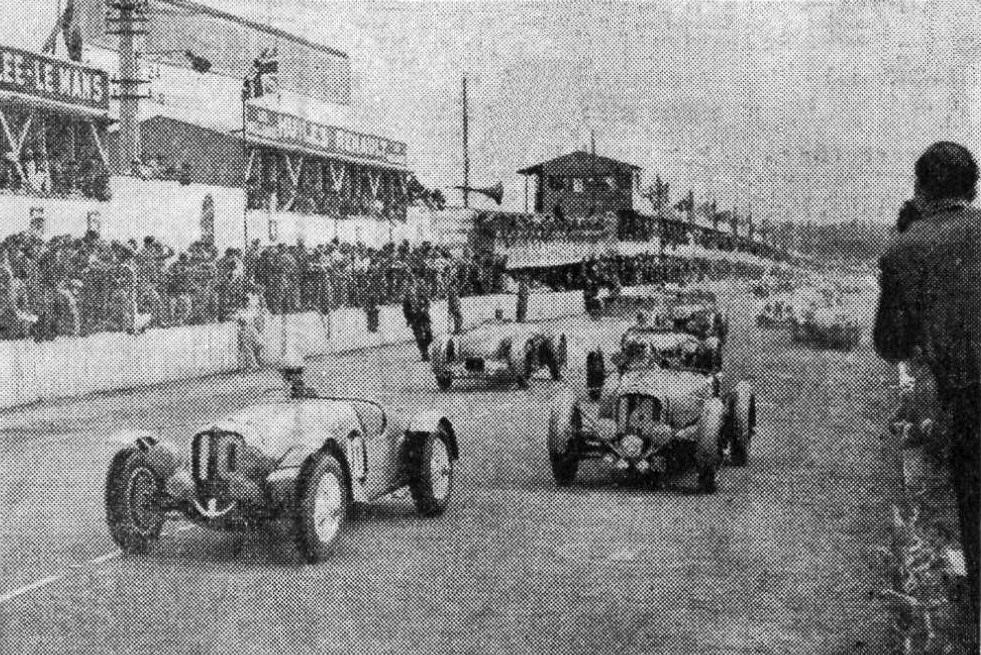
Départ des 24 Heures du Mans 1937.

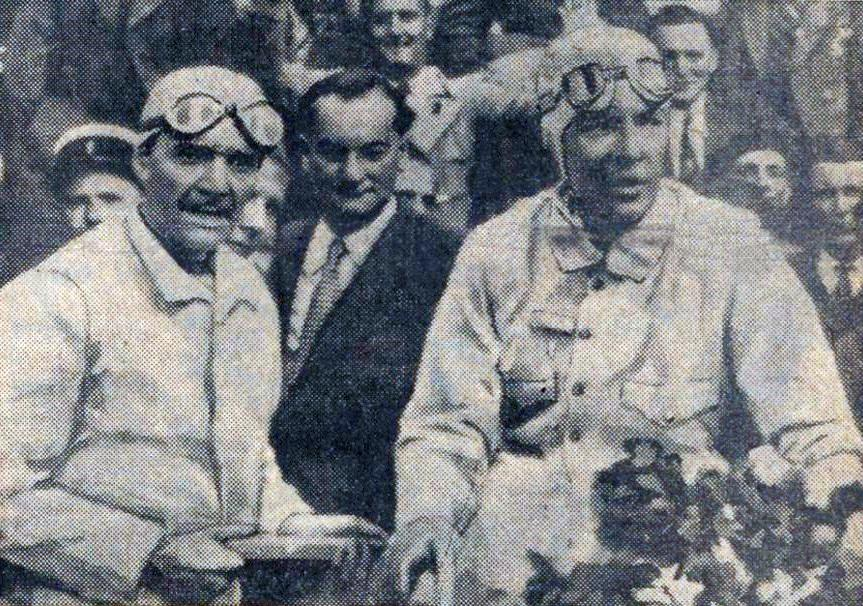
Les vainqueurs, Benoist (G) et Wimille (D).

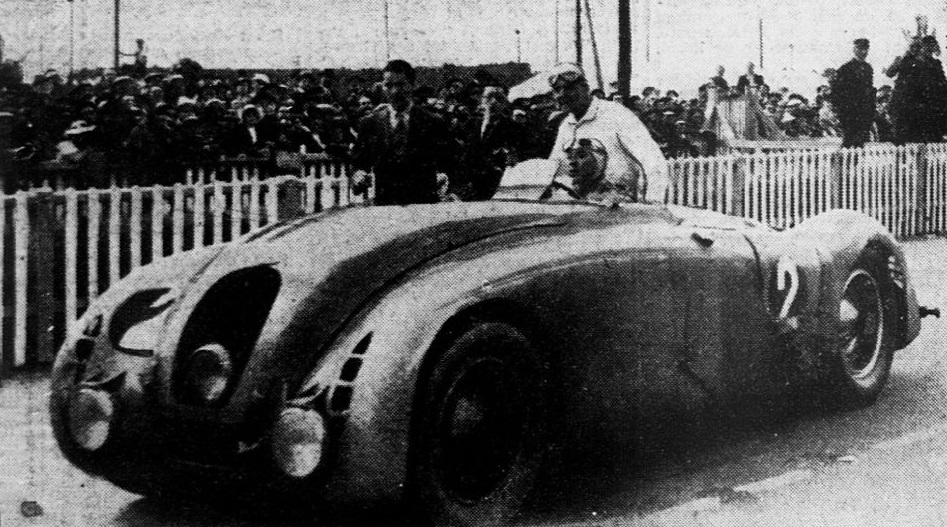
Bugatti vainqueur des 24 Heures du Mans 1937, avec Robert Benoist et Jean-Pierre Wimille.

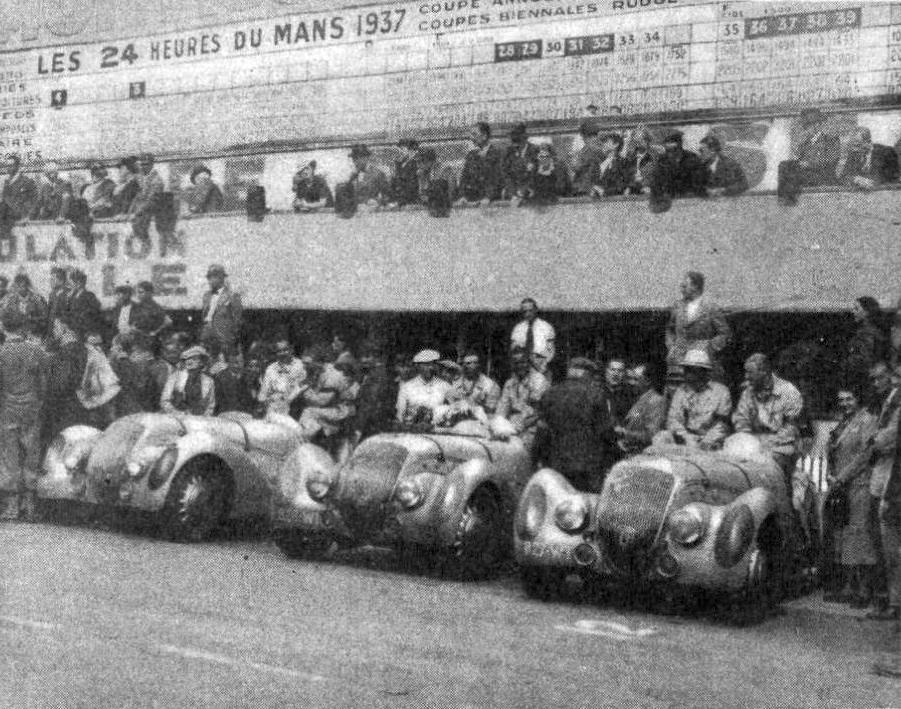
L'équipe Peugeot aux 24 Heures du Mans 1937 (seule complète à l'arrivée).

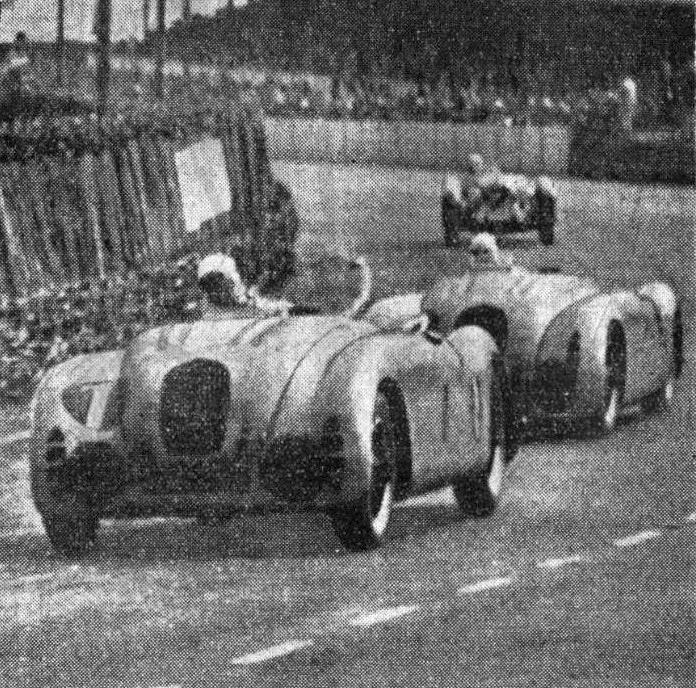
24 Heures du Mans 1937, Veyron va céder devant Wimille (sur Bugatti).

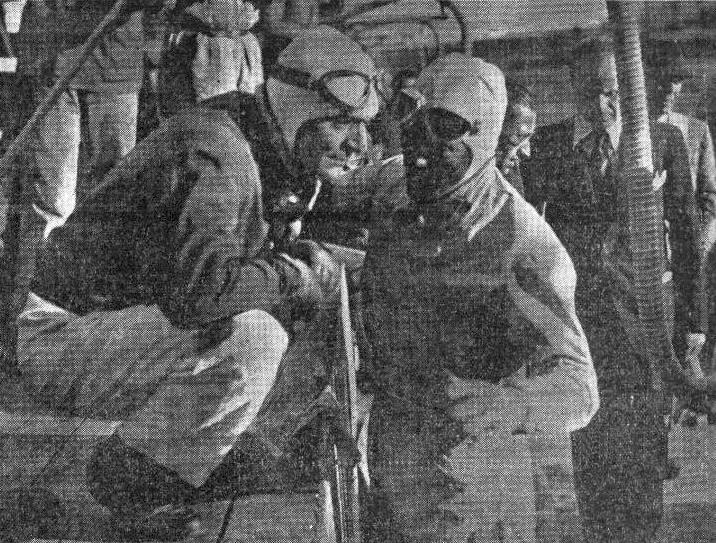
Benoist (G) et Wimille (D) aux 24 Heures du Mans 1937.

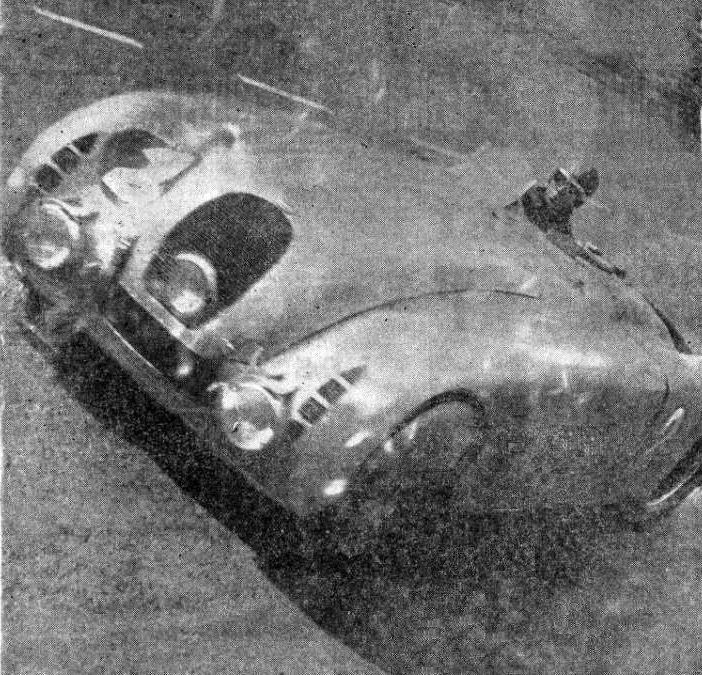
Jean-Pierre Wimille aux 24 Heures du Mans 1937.

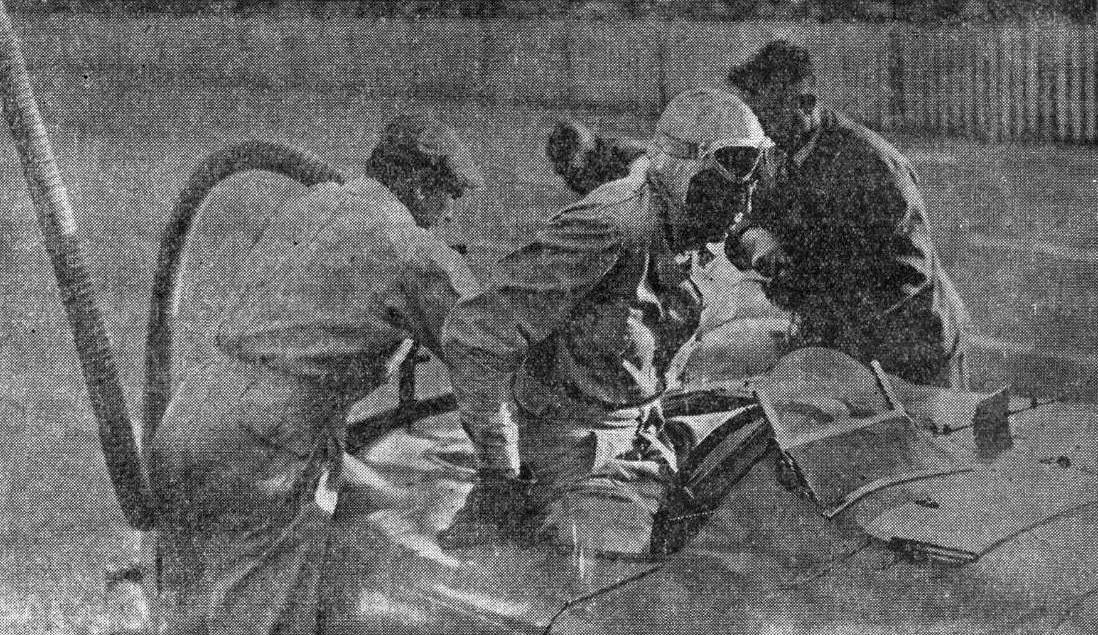
Jean-Pierre Wimille ravitaille aux 24 Heures du Mans 1937.

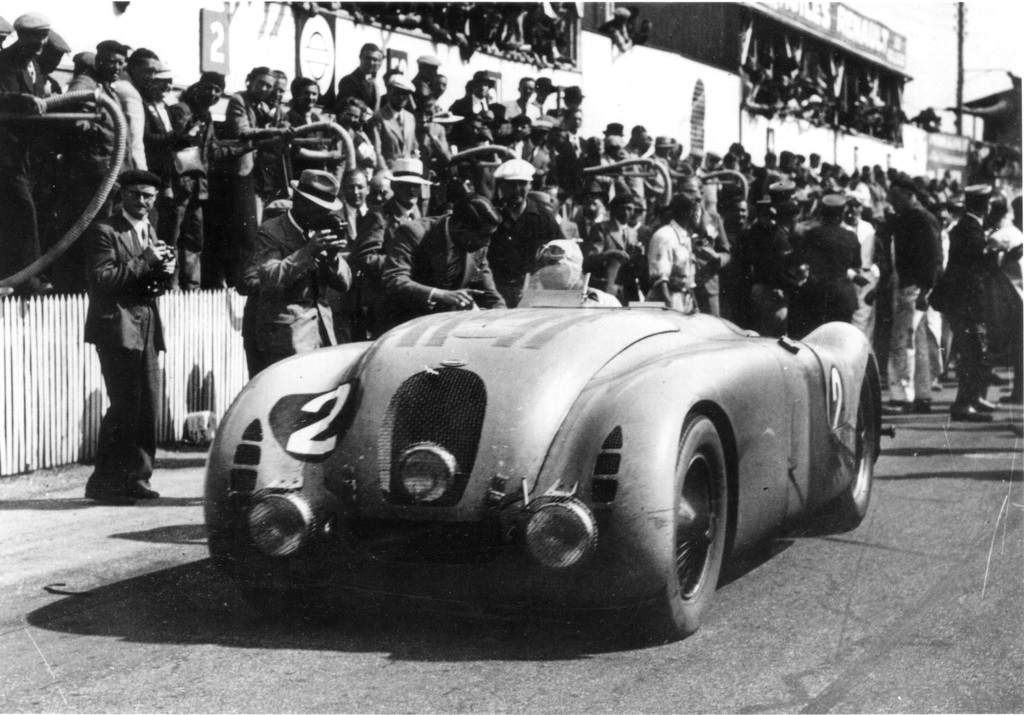
Arrivée de la Bugatti no 2 victorieuse.

| Pos. | Catégorie | no | Écurie                     | Pilotes                                             | Châssis                                    | Moteur                                 | Tours |
| ---- | --------- | -- | -------------------------- | --------------------------------------------------- | ------------------------------------------ | -------------------------------------- | ----- |
| 1    | 5.0       | 2  | Roger Labric               | Jean-Pierre Wimille Robert Benoist                  | Bugatti Type 57G Tank                      | Bugatti 3.3L I8                        | 243   |
| 2    | 5.0       | 14 | Joseph Paul                | Joseph Paul Marcel Mongin                           | Delahaye 135CS                             | Delahaye 3.6L I6                       | 236   |
| 3    | 5.0       | 10 | Écurie Bleue               | René Dreyfus Henri Stoffel                          | Delahaye 135CS                             | Delahaye 3.6L I6                       | 231   |
| 4    | 3.0       | 19 | Société R.V.               | Jacques de Valence de Minardiere Louis Gérard       | Delage D6-70                               | Delage 3.0L I6                         | 215   |
| 5    | 1.5       | 37 | J.M. Skeffington           | J.M. Skeffington R.C. Murton-Neale                  | Aston Martin 1½ Ulster                     | Aston Martin 1.5L I4                   | 205   |
| 6    | 2.0       | 33 | Adler                      | Peter Graff Orssich Rudolf Sauerwein                | Adler Super Trumpf Rennlimousine           | Adler 1.7L I4                          | 205   |
| 7    | 2.0       | 26 | Émile Darl'mat             | Jean Pujol Marcel Contet                            | Darl'mat DS                                | Peugeot 2.0L I4                        | 203   |
| 8    | 2.0       | 25 | Émile Darl'mat             | Charles de Cortanze Maurice Serre                   | Darl'mat DS                                | Peugeot 2.0L I4                        | 203   |
| 9    | 2.0       | 34 | Adler                      | Otto Löhr Paul von Guilleaume                       | Adler Super Trumpf Rennlimousine           | Adler 1.7L I4                          | 202   |
| 10   | 2.0       | 27 | Émile Darl'mat             | Daniel Porthault Louis Rigal                        | Darl'mat DS                                | Peugeot 2.0L I4                        | 197   |
| 11   | 2.0       | 31 | C.T. Thomas                | Mortimer Morris-Goodall Cdt. Robert P. Hitchens     | Aston Martin Speed Model                   | Aston Martin 2.0L I4                   | 193   |
| 12   | 1.1       | 48 | Just-Émile Vernet          | Just-Émile Vernet Suzanne Largeot                   | Simca                                      | Fiat 1.0L I4                           | 171   |
| 13   | 1.5       | 36 | A.C. Scott                 | Archie Scott Ted Halford                            | HRG 1500 Le Mans                           | Meadows 1.5L I4                        | 163   |
| 14   | 1.1       | 42 | M.K.H. Bilney              | M.K.H. Bilney Joan Richmond                         | Ford Ten GB                                | Ford 1.1L I4                           | 161   |
| 15   | 1.1       | 49 | H. Lesbros                 | Dimitri Calaraseano H. Lesbros                      | Adler Trumpf Junior                        | Adler 1.0L I4                          | 160   |
| 16   | 1.1       | 54 | Capt. G.E.T. Eyston        | Dorothy Stanley-Turner Joan Riddell                 | MG PB Midget                               | MG 0.9L I4                             | 154   |
| 17   | 750       | 59 | Gordini                    | Jean Viale Albert Alin                              | Simca 5                                    | Fiat 0.6L I4                           | 145   |
| Abd. | 5.0       | 11 | Écurie Bleue               | Laury Schell René Carrière                          | Delahaye 135CS                             | Delahaye 3.6L I6                       | 193   |
| Abd. | 1.1       | 41 | Yves Giraud-Cabantous      | Yves Giraud-Cabantous Charles Rigoulot              | Chenard et Walcker                         | Chenard et Walcker 1.1L I4             | 151   |
| Abd. | 5.0       | 9  | Louis Villeneuve           | Louis Villeneuve André Vagniez                      | Delahaye 135CS                             | Delahaye 3.6L I6                       | 147   |
| Dsq. | 1.1       | 46 | Gordini                    | Amédée Gordini Philippe Maillard-Brune              | Simca 8                                    | Fiat 1.1L I4                           | 137   |
| Abd. | 2.0       | 32 | Eddie Hertzberger          | Eddie Hertzberger Albert Debille                    | Aston Martin Speed Model                   | Aston Martin 2.0L I4                   | 136   |
| Abd. | 5.0       | 1  | Roger Labric               | Roger Labric Pierre Veyron                          | Bugatti Type 57G Tank                      | Bugatti 3.3L I8                        | 130   |
| Abd. | 1.1       | 50 | R.H. Eccles                | Roy Eccles Freddie de Clifford                      | Singer Nine Le Mans Replica                | Singer 1.0L I4                         | 121   |
| Abd. | 5.0       | 8  | André Parguel              | André Parguel Robert Brunet                         | Delahaye 135CS                             | Delahaye 3.6L I6                       | 100   |
| Abd. | 5.0       | 18 | Raymond de Saugé Destrez   | Raymond de Saugé Destrez Genaro Léoz-Abad           | Bugatti Type 57S                           | Bugatti 3.3L I8                        | 99    |
| Abd. | 1.1       | 53 | Jacques Savoye             | Jacques Savoye Pierre Pichard                       | Singer Nine Le Mans Replica Savoye Special | Singer 1.0L I4                         | 93    |
| Abd. | 1.1       | 52 | Team Autosports            | G.H. Boughton F.H. Lye                              | Singer Nine Le Mans Replica                | Singer 1.0L I4                         | 91    |
| Abd. | 750       | 58 | Gordini                    | Adrien Alin Athos Querzola                          | Simca 5                                    | Fiat 0.6L I4                           | 77    |
| Abd. | 750       | 57 | Austin                     | Charles Dodson Bert Hadley                          | Austin 7                                   | Austin 0.7L I4                         | 74    |
| Abd. | 750       | 55 | R. Marsh                   | Kaye Petre G. Mangan                                | Austin 7                                   | Austin 0.7L I4                         | 72    |
| Abd. | 1.1       | 51 | Team Autosports            | Norman Black John Donald Barnes                     | Singer Nine Le Mans Replica                | Singer 1.0L I4                         | 72    |
| Abd. | 1.1       | 45 | Gordini                    | Jacques Blot Henri Ferrand                          | Simca 8                                    | Fiat 1.1L I4                           | 55    |
| Abd. | 2.0       | 29 | Frazer Nash                | Harold John Aldington A.F.P. Fane                   | Frazer Nash-BMW 328                        | BMW 2.0L I6                            | 43    |
| Abd. | 1.5       | 35 | Mme Anne-Cecile Rose-Itier | Anne-Cecile Rose-Itier Fritz Huschke von Hanstein   | Adler Trumpf Rennlimousine                 | Adler 1.5L I4                          | 40    |
| Abd. | 5.0       | 15 | Jacques Seylair            | Jacques Seylair Paul Bénazet                        | Delahaye 135CS                             | Delahaye 3.6L I6                       | 36    |
| Abd. | 750       | 56 | John Carr                  | Charles Goodacre Dennis Buckley                     | Austin 7                                   | Austin 0.7L I4                         | 32    |
| Abd. | 2.0       | 40 | Yves Giraud-Cabantous      | Charles Cotet Charles Roux                          | Chenard et Walcker                         | Chenard et Walcker 1.8L compresseur I4 | 32    |
| Abd. | 5.0       | 3  | Arthur W. Fox              | Johnny Hindmarsh Charles Brackenbury                | Lagonda LG45                               | Meadows 4.5L I6                        | 30    |
| Abd. | 1.5       | 39 | Écurie Eudel               | Jean Trévoux Guy Lapchin                            | Riley Sprite TT                            | Riley 1.5L I4                          | 11    |
| Abd. | 5.0       | 4  | Raymond Sommer             | Raymond Sommer Giovanni Battista Guidotti           | Alfa Romeo 8C 2900A Spider                 | Alfa Romeo 2.9L compresseur I8         | 11    |
| Abd. | 5.0       | 12 | Eugène Chaboud             | Eugène Chaboud Jean Trémoulet                       | Delahaye 135CS                             | Delahaye 3.6L I6                       | 9     |
| Abd. | 5.0       | 7  | André M. Embiricos         | Nicholas S. Embiricos Raphaël Béthenod de las Casas | Talbot T150C                               | Talbot 4.0L I6                         | 9     |
| Abd. | 1.5       | 38 | Écurie Eudel               | Raoul Forestier Roger Caron                         | Riley Sprite TT                            | Riley 1.5L I4                          | 8     |
| Abd. | 2.0       | 30 | BMW                        | Fritz Roth Uli Richter                              | BMW 328                                    | BMW 2.0L I6                            | 8     |
| Abd. | 2.0       | 28 | David Murray               | David Murray Pat Fairfield                          | Frazer Nash-BMW 328                        | BMW 2.0L I6                            | 8     |
| Abd. | 3.0       | 20 | René Kippeurt              | René Kippeurt René Poulain                          | Bugatti Type 44                            | Bugatti 3.0L I8                        | 8     |
| Abd. | 5.0       | 21 | Luigi Chinetti             | Luigi Chinetti Louis Chiron                         | Talbot T150C                               | Talbot 4.0L I6                         | 7     |

Détail :
- La no 46 Simca Fiat Ballila et la no 35 Adler Trumpf Rennlimousine sont disqualifiées, pour ravitaillement prématuré pour la première.

## Record du tour
- Meilleur tour en course :  Jean-Pierre Wimille (no 2, Bugatti Type 57G Tank, Roger Labric) en 5 min 13 s 0.

## Prix et trophées
- Prix de la Performance :  Roger Labric (no 2, Bugatti Type 57G Tank)
- 12e Coupe Biennal :  C.T. Thomas (no 31, Aston Martin Speed Model)

## À noter
- Longueur du circuit : 13,492 km
- Distance parcourue : 3 287,938 km
- Vitesse moyenne : 136,997 km/h
- Écart avec le 2e : 102,495 km